# Phoebe Waller-Bridge
Phoebe Waller-Bridge, född 14 juli 1985 i London, är en brittisk skådespelare, manusförfattare och producent.

## Biografi
Waller-Bridge har skapat och skrivit TV-serierna Crashing (2016) och Fleabag (2016–2019) i vilka hon även spelar en av rollerna. Hon har även utvecklat och skrivit Killing Eve (2018– ). Hon är även en av manusförfattarna till den kommande James Bond-filmen No Time to Die som har premiär år 2020. År 2019 meddelade HBO att de kommer att visa TV-serien Run som Waller-Bridge har utvecklat och skrivit tillsammans med Vicky Jones.
Vid sidan av sina egna produktioner har Phoebe Waller-Bridge bland annat medverkat som skådespelare i TV-serien Broadchurch (2015) och filmen Solo: A Star Wars Story (2018).

### Privatliv
Mellan 2014 och 2018 var hon gift med den grävande journalisten Conor Woodman. Sedan 2018 har hon en relation med manusförfattaren och regissören Martin McDonagh.

## Filmografi (i urval)
- 2011 – Albert Nobbs
- 2011 – Järnladyn
- 2016 – Crashing (TV-serie)
- 2016–2019 – Fleabag (TV-serie)
- 2018 – Solo: A Star Wars Story (röst)
- 2018–2022 – Killing Eve (TV-serie) (manusförfattare och exekutiv producent)
- 2020 – Run (TV-serie)
- 2020 – His Dark Materials (TV-serie) (röst)
- 2021 – No Time to Die (manusförfattare)
- 2023 – Indiana Jones and the Dial of Destiny
- 2025 – A Big Bold Beautiful Journey